# Opération Astonia
Seconde Guerre mondiale
Batailles
France
- Paddle
- Fusilade
- Astonia
- Dunkerque
- Wellhit
- Undergo
- Nancy
- Arracourt
- Metz (Fort Driant)

Belgique
- Moerbrugge
- Geel
- Escaut

Pays-Bas
- Market Garden
- Overloon
- Broekhuizen

Allemagne
- Forêt de Hürtgen
- Aix-la-Chapelle
- Colline du Crucifix
- Clipper
- Queen

L’opération Astonia fut une bataille menée du 10 au 12 septembre 1944, marquant la fin de la bataille de Normandie, durant l'avance des Alliés de Paris au Rhin, pendant la Seconde Guerre mondiale. 
L'objectif des Alliés était la capture du port du Havre, occupé par les forces allemandes. L'attaque de cette place forte, alors décrite par le Field Marshal britannique Bernard Montgomery comme « l'une des plus fortifiées du mur de l'Atlantique », consista en une combinaison d'éléments tant des forces armées canadiennes que britanniques, avec la participation d'unités navales et aériennes, qui fut qualifiée de « modèle d'opération combinée » grâce à la victoire en seulement trois jours après le premier assaut.

## Historique
Le 6 juin 1944, les troupes alliées débarquèrent sur plusieurs plages du nord-est du Cotentin et de l'ouest du Calvados, à 150 km à l'ouest du Havre. C'était le début de l'opération Overlord, dont le but était la création d'une grande tête de pont dans le nord-ouest de l'Europe, prélude à la libération du continent. Pour cela il fallait capturer quatre ports de la côte française, afin de permettre le renfort et l'approvisionnement des forces alliées sur le front de l'Ouest. Le premier port libéré fut celui de Cherbourg mais gravement endommagé. Après la bataille de Normandie, le port de Dieppe est libéré par la 2e division d'infanterie canadienne le 1er septembre 1944, Le Havre étant la prochaine cible.
Le Havre était considéré comme une des plus solides fortifications du mur de l'Atlantique, avec une série de défenses naturelles efficaces ; des étendues d'eau bloquaient complètement l'accès par le sud, l'est et l'ouest. Le côté nord du port était fortement fortifié, avec un fossé antichar large de 3 mètres et profond de 6-7 mètres barrant l'accès, des bunkers emplis de mitrailleuses, des canons antichars et 1 500 mines. Les services de renseignement estimaient qu'il y avait dans la ville entre 7 300 et 8 700 soldats, dont 4 000 soldats d'artillerie, 1 300 personnels navals et le reste comprenant de l'infanterie et un bataillon du 36e Régiment de Grenadiers.

## Dernier ultimatum
Le 4 septembre, le commandement britannique lance son ultimatum à la garnison dirigée par le colonel Eberhard Wildermuth. Les Britanniques notent la demande du colonel Wildermuth d'évacuer la population civile, mais ils vont tenter une pression morale et psychologique supplémentaire sur celui-ci, en refusant l'évacuation: Toutefois, l'ultimatum est rejeté.

## Préparatifs

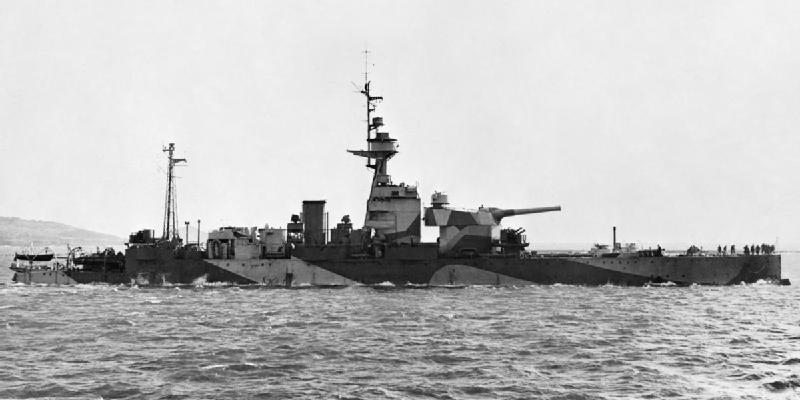
Le Monitor HMS Erebus en 1944.

Le plan consistait à bombarder massivement à l'artillerie pour fragiliser les fortifications. Deux navires de la Royal Navy, l'HMS Warspite et l'HMS Erebus, bombardèrent le port durant plusieurs jours, tirant plus de 4 000 tonnes d'obus. De plus, les avions de la Royal Air Force attaquèrent durant 3 jours (5, 6 et 7 septembre) , les 1 900 bombardiers engagés larguant 8 200 tonnes de bombes sur la ville.

## Assaut sur Le Havre
L'assaut commença à 17 h 45 le 10 septembre, des bateaux attaquant les batteries défendant le port pendant que des bombardiers de la RAF larguaient environ 5 000 tonnes de bombes, 90 minutes avant l'assaut de deux divisions. L'attaque était divisée en deux phases : d'abord pénétrer les défenses allemandes pour permettre à d'autres troupes d'attaquer puis agrandir ces brèches et capturer la ville. Avec l'aide des unités spécialisées de la 79e division blindée et du 1er régiment canadien de transports blindés, comme les Kangaroos et les véhicules Sherman Crab, la première partie de l'assaut se déroula rapidement, avec des trouées dans les champs de mines et des brèches dans les fossés antichars. La 49e division d'infanterie (« West Riding ») fut la première à ouvrir une brèche dans le périmètre nord-est du Havre, suivie par la 51e division d'infanterie (« Highland »). L'assaut fut cependant coûteux, avec la perte par la 79e division blindée de 29 tanks Crab et de 6 AVRE.
Cette première phase se poursuivit le lendemain avec le support de plusieurs avions et véhicules blindés, et les derniers bastions des défenses extérieures allemandes se rendirent finalement à 14 h après la menace d'user des chars lance-flammes Churchill Crocodile. Le troisième jour, le centre-ville fut libéré par des éléments des deux divisions et le commandant de la garnison allemande rendit officiellement le port à 11 h 45 ; 12 000 soldats allemands furent capturés et faits prisonniers de guerre,.

## Bilan
Le port a été capturé par les Alliés avec peu de pertes. Cependant, les pertes civiles furent importantes de par les raids aériens et l'artillerie qui détruisirent 350 bateaux et 18 kilomètres de docks, mais également 15 000 bâtiments, ce qui réduisit considérablement le potentiel de ce port en tant que "point de ravitaillement".
Le général John Crocker, dirigeant cette opération, déclarera le 10 septembre, en contemplant, le déversement des bombes : « ce n'est pas la guerre, c'est un meurtre ». Toutefois, avant l'attaque, le général Ray Barker commandant la 49e division, va recommander de ne pas se livrer à des bombardements qui n’étaient pas nécessaires pour prendre la ville. Toutefois, il estimera que le succès de cette opération est dû à la réussite de ces bombardements.
L'officier britannique William Douglas-Home fut emprisonné après son refus de participer à cette opération, refus lié à l'interdiction faite aux civils de pouvoir évacuer.

### Pertes matérielles
Outre le port et parmi les 15 000 bâtiments détruits, on note : 
- L'hôtel de ville[7]
- L'église Saint-Michel[8]
- L'ėglise Saint-Joseph
- Le Grand théâtre
- Le Muséum d'histoire naturelle
- Le Musée des beaux-arts

### Pertes humaines
Les pertes humaines s’élèvent à:
- Près de 400 officiers et soldats pour les Britanniques.
- 600 tués pour les Allemands.
- Plus de 5 000 morts parmi les civils, avec 35 000 sinistrés complets et 65 000 sinistrés partiels.